# Fondazione AIRC per la Ricerca sul Cancro
La Fondazione AIRC per la ricerca sul cancro è un ente privato senza fini di lucro, nato nel 1965 grazie all'iniziativa di alcuni ricercatori dell'Istituto dei tumori di Milano, fra cui il prof. Umberto Veronesi, il prof. Giuseppe della Porta e al sostegno di alcuni imprenditori milanesi, tra i quali Aldo Borletti (La Rinascente), Luciano Lanfranconi (Distillerie Lanfranconi),  Camilla Ciceri Falck (acciaierie Falck) che ne diventa presidente; inizialmente l'associazione assume il nome Associazione Italiana per la Ricerca sul Cancro (AIRC).
Nel 1966 vi entrano altri rappresentanti di importanti aziende italiane, come Silvio Tronchetti Provera (Pirelli), Laura Camerana Nasi (Fiat), Anna Bonomi Bolchini (Gruppo Bonomi) e Italo Monzino (Standa).
Su proposta della Pirelli entra nel Consiglio anche Guido Venosta in qualità di vicepresidente e poi, dal 1976, di presidente. Con quelle cariche Guido Venosta la sviluppa e la gestisce fino al 1996, anno in cui ne diventa presidente onorario.. Dal 2014 presidente dell'AIRC è Pier Giuseppe Torrani. e dal 2021 è presidente  Andrea Sironi. Inoltre, nel 2019 diviene una Fondazione.

## Attività

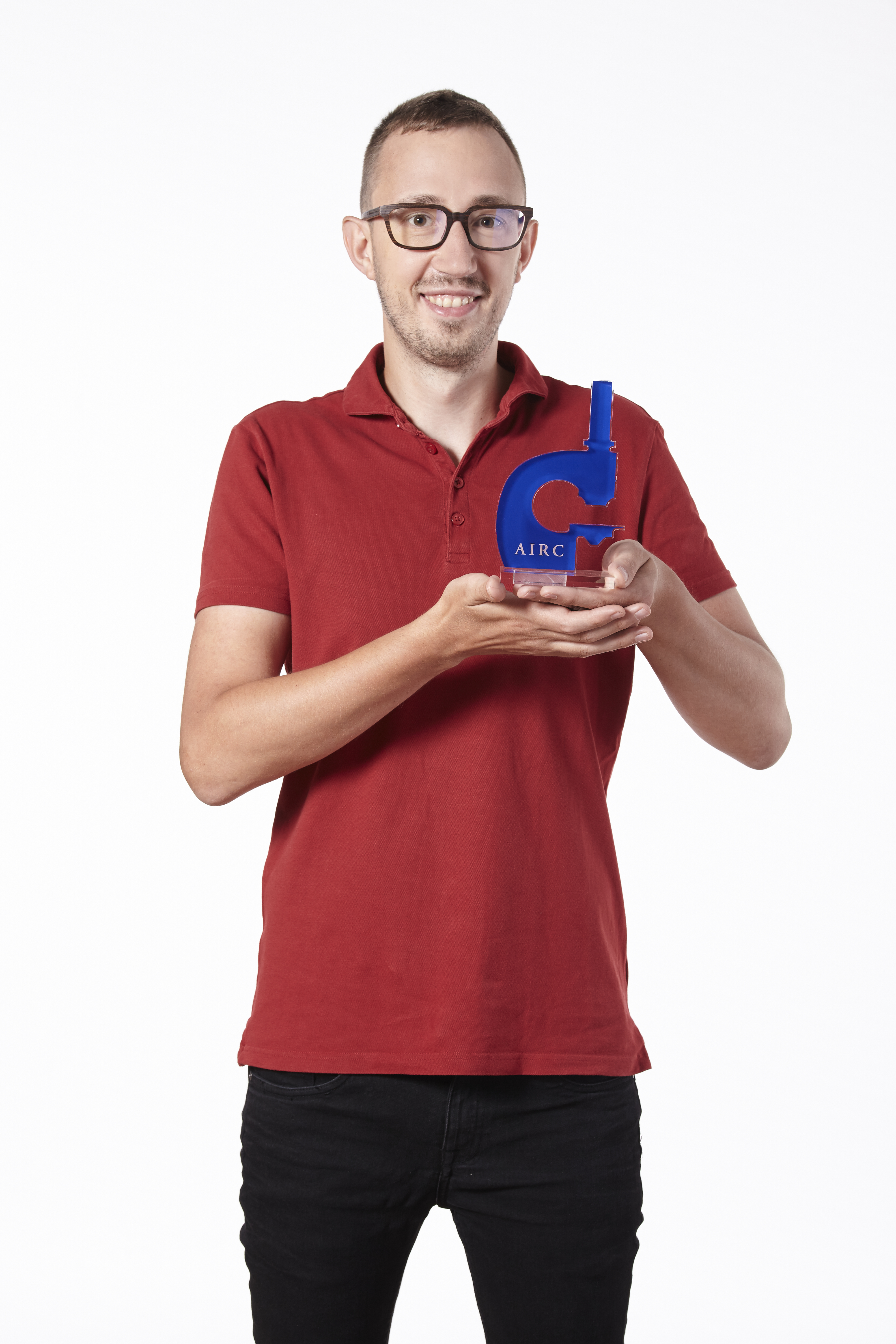
Lo scrittore Giacomo Cardaci, testimonial AIRC

Dall'anno della sua nascita AIRC si impegna a:
- raccogliere fondi e finanziare progetti di ricerca oncologici svolti presso laboratori universitari, ospedali e istituti scientifici;
- assegnare borse di studio a giovani ricercatori in modo da migliorare le loro conoscenze e abilità;
- coinvolgere ed informare il pubblico sui progressi compiuti dalla ricerca oncologica.

Ogni anno AIRC, a seguito di un lavoro di valutazione che viene effettuato dal comitato tecnico-scientifico (composto da scienziati oncologi provenienti da tutta Italia, affiancati da più di 600 ricercatori stranieri), provvede a distribuire i fondi raccolti tra i progetti di ricerca che vengono ritenuti validi.
La Fondazione riepiloga e divulga l'andamento dei più rilevanti risultati nella ricerca oncologica tramite il notiziario Fondamentale che al 2019 è al suo XLVII anno di pubblicazioni.

## Finanziamento
AIRC raccoglie i fondi da destinare alla ricerca oncologica attraverso iniziative nazionali.
L'AIRC è stata negli anni 1980 una delle prime associazioni senza scopo di lucro italiane a costituire una propria fondazione come entità giuridica autonoma (la FIRC), capace di accettare donazioni e di acquistare beni, che andavano a costituire un patrimonio separato non aggredibile dai creditori, vincolato agli scopi ed una fonte di autofinanziamento che permetteva anche di non perdere la natura ed i benefici previsti dalla legge a favore delle Onlus e delle associazioni riconosciute dallo Stato.
Nel 2015 AIRC conta 17 Comitati Regionali (Abruzzo-Molise, Basilicata, Calabria, Campania, Emilia-Romagna, Friuli Venezia Giulia, Lazio, Liguria, Lombardia, Marche, Piemonte-Valle d'Aosta, Puglia, Sardegna, Sicilia, Toscana, Umbria, Veneto) e gode del supporto e del sostegno di circa 4.500.000 sostenitori e di circa 20.000 volontari, che prestano gratuitamente la loro opera a sostegno della ricerca in occasione degli eventi organizzati dalla Fondazione. Nel 2016 le spese vive per la struttura e per le campagne di raccolta fondi sono risultate pari al 23% delle uscite totali. Nel 2018, la Fondazione ha raccolto 144,8 milioni di euro di proventi, destinati ad attività istituzionali per l'87%.

## Eventi ed iniziative
Gli eventi principali di AIRC per raccogliere fondi sono:
- Le Arance della Salute, nell'ultimo sabato di gennaio di ogni anno;
- L'Azalea della Ricerca, in occasione della Festa della Mamma (seconda domenica del mese di maggio);
- I Cioccolatini della Ricerca, nel mese di novembre;
- Giornata mondiale contro il tabacco, per riflettere sul tumore al polmone;
- I Giorni della Ricerca, nel mese di novembre, che sono anche occasione per la consegna da parte del Presidente della Repubblica Italiana il Premio Guido Venosta promosso da AIRC a scienziati e medici distintisi per scoperte rilevanti nella ricerca oncologica.
- AIRC nelle scuole, con iniziative durante tutto l'anno[7] (fra le quali da prima del 2013: il concorso "Una metafora per la ricerca", gli "Incontri con la ricerca", il blog "Biocomiche per AIRC – La scienza leggera da leggere", le schede "Incontri con la ricerca" per ogni ordine scolastico[8]).

### I testimoni della ricerca
Per divulgare la propria missione, raccontare i risultati ottenuti dai ricercatori e coinvolgere il pubblico alla donazione, Fondazione AIRC può contare sulle testimonianze di persone che hanno vissuto o stanno vivendo un’esperienza con la malattia e che scelgono di raccontarla in qualità di ambasciatori di AIRC. Queste testimonianze permettono di informare e coinvolgere il pubblico dando concretezza al lavoro dei ricercatori.
La partecipazione degli ambasciatori si manifesta in diverse attività:
- interviste sui media;
- partecipazione a eventi sul territorio;
- realizzazione di videostorie e scatti fotografici utili per le attività di comunicazione.

AIRC conferisce il Premio AIRC Guido Venosta a ricercatori che si siano distinti per risultati significativi per il progresso delle conoscenze e delle terapie in campo oncologico. Il Premio Guido Venosta ha cadenza biennale e viene consegnato dal Presidente della Repubblica Italiana al Palazzo del Quirinale durante la Cerimonia del Giorno della Ricerca. Hanno ricevuto il Premio Guido Venosta: Alberto Bardelli, Vincenzo Bronte, Fortunato Ciardiello, Mario Paolo Colombo, Lucia Del Mastro, Ruggero De Maria, Pierpaolo Di Fiore, Maurizio D'Incalci, Brunangelo Falini, Lisa Licitra, Francesco Lo Coco, Alberto Mantovani, Lorenzo Moretta, Pier Giuseppe Pelicci, Stefano Piccolo, Massimo Santoro, Salvatore Siena, Giampaolo Tortora.